# Batillipes longispinosus
Espèce
Batillipes longispinosus est une espèce de tardigrades de la famille des Batillipedidae. 

## Distribution
Cette espèce est endémique de Corée du Sud. Elle a été observée dans la mer Jaune, dans la mer du Japon et dans la mer de Chine orientale dans l'océan Pacifique.

## Publication originale
- Chang & Rho, 1997 : Two new marine tardigrades of genus Batillipes (Heterotardigrada: Batillipedidae) from Korea. The Korean Journal of Systematic Zoology, vol. 13, no 2, p. 24–40.